# Pasto Pata
Pasto Pata är en ort i Bolivia.   Den ligger i departementet La Paz, i den centrala delen av landet, 400 km nordväst om huvudstaden Sucre. Pasto Pata ligger 1 858 meter över havet och antalet invånare är 775.
Terrängen runt Pasto Pata är mycket bergig. Runt Pasto Pata är det glesbefolkat, med 11 invånare per kvadratkilometer.. Närmaste större samhälle är Chulumani, 15,8 km sydväst om Pasto Pata.
I omgivningarna runt Pasto Pata växer i huvudsak städsegrön lövskog.